# Idioma tulu
El tulu o idioma tulu [ˈtuːluː] es una lengua drávida hablada por 1,95 millones de hablantes nativos según un censo de 1997. Estos nativos, llamados tuluvas, se encuentran principalmente en una parte del suroeste de la India (ver mapa), conocida como Tulu Nadu. En la India 1,72 millones de personas la hablan como su lengua materna según un censo de 2001, lo que significa un incremento de un diez por ciento con respecto al censo de 1991. De acuerdo con un estudio estimativo de 2009 el tulu es hablado actualmente por entre tres y cinco millones de hablantes nativos en todo el mundo.
La lengua de Tulu se ramifica hacia fuera de la lengua de Malayalam.
El tulu posee Incluso hoy en día, la secuencia de comandos del lenguaje Tulu es Kannada (Canares).
una numerosa literatura escrita, y también una rica literatura oral, como el poema épico Siri.